# Банка (родовище)
Банка (Bangka) — оловорудний район на острові Банка, в Індонезії. Розробляється з 1709 року.

## Характеристика
Олов'яне зруденіння пов'язане з кислими мезозойськими гранітами, що проривають піщано-сланцеві товщі пермо-карбону і тріасу. На о. Банка відомо 20 корінних родов., представлених каситеритвмісними кварцовими і кварц-полевошпатовими жилами та штокверками в гранітах, оловоносними зонами, що супроводжуються ґрейзенізаціями (родов. Пемалі, Балей-Банденг, Самбонгірі та ін.).

## Технологія розробки
Основний видобуток олова ведеться з розсипів — елювіальних, алювіальних і прибережно-морських. Вміст олова в продуктивному горизонті («пісках» товщиною 0,5-2 м) 2-15 кг/м³. Вміст олова в рудній масі, що видобувається — 150—700 г/м³.
Переважають дражний і гідравлічний способи розробки.